# Mosty (Puck)
Pour les articles homonymes, voir Mosty.
Mosty est une localité polonaise de la gmina rurale de Kosakowo située dans le powiat de Puck en voïvodie de Poméranie. Elle se trouve à environ 14 km au sud-est de Puck et à 27 km au nord de la capitale régionale Gdańsk.

## Géographie

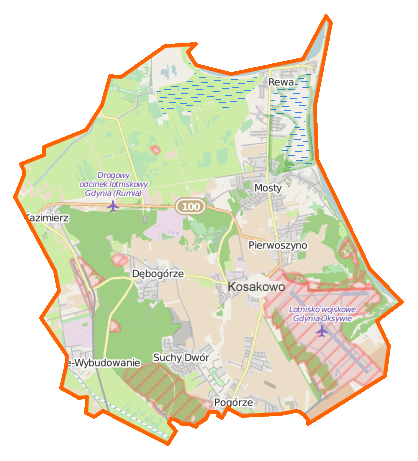
Carte de la gmina de Kosakowo.